# Passaporto islandese
Il passaporto islandese (Íslenskt vegabréf) è un documento d'identità rilasciato ai cittadini islandesi per effettuare viaggi all'estero.

## Caratteristiche
Il passaporto islandese ha la copertina blu con la scritta Islanda riportata in lingua islandese "ÍSLAND", in inglese "ICELAND" ed in francese "ISLANDE". Sempre nelle 3 lingue è riportata la parola Passaporto, "VEGABRÉF", "PASSPORT" E "PASSEPORT". Al centro è riprodotto lo stemma nazionale. I passaporti in versione biometrica presentano il simbolo biometrico standard in basso 

### Pagina relativa all'identificazione
La pagina relativa all'identificazione del titolare del passaporto contiene le seguenti informazioni:
- Fotografia del titolare
- Tipo di documento (PA)
- Nazione (ISL)
- Numero di passaporto
- Cognome
- Nome
- Nazionalità
- Altezza
- Data di nascita
- Numero di codice personale
- Sesso
- Luogo di nascita
- Data di emissione del passaporto
- Data di scadenza del passaporto
- Autorità

Tali informazioni sono riportate in islandese, in inglese e in francese.
La pagina termina con la banda per la lettura ottica.